# Heliconius mavors
Heliconius mavors är en fjärilsart som beskrevs av Gustav Weymer 1893. Heliconius mavors ingår i släktet Heliconius och familjen praktfjärilar. Inga underarter finns listade i Catalogue of Life.